# Шевченко Василь Кузьмович (депутат)
Василь Кузьмович (Кузьмич) Шевченко (? — ?) — український радянський діяч, новатор сільськогосподарського виробництва, директор Бірюківської МТС Свердловського району Ворошиловградської (Луганської) області. Депутат Верховної Ради УРСР 4-го скликання.

## Біографія
Член ВКП(б).
На 1950-ті роки — директор Бірюківської машинно-тракторної станції (МТС) Свердловського району Ворошиловградської (Луганської) області.

## Нагороди
- орден Леніна (26.02.1958)
- ордени
- медалі